# Ferdinand Ernst Maria von Bissingen-Nippenburg
Ferdinand Ernst Maria von Bissingen-Nippenburg (Wilten, 2 febbraio 1749 – Wilten, 22 aprile 1831) è stato un ufficiale e politico austriaco.

## Biografia
Ferdinand Ernst Maria von Bissingen-Nippenburg nacque a Wilten il 2 febbraio 1749 da Joseph Kajetan Leopold, Conte di Bissingen-Nippenburg, e da sua moglie, la Baronessa Amalia Antonia von Spaur-Flavon.
Nel 1774 sposò in prime nozze Maria Anna Amalia von Stotzingen ed alla morte di questa, si risposò nel 1798 con la Principessa Maria von Thurn-Valsassina.
Intrapresa la carriera politica, divenne commissario straordinario per il governo di Salisburgo dal 1805 al 1806 e successivamente passò al governatorato del Tirolo dal 1815 al 1819.
Ottenne quindi di essere spostato al governatorato del Veneto nell'ambito del Regno Lombardo-Veneto, carica che resse dal 1819 al 1820, occupandosi attivamente della restaurazione piena del governo imperiale nell'area veneta, dopo il passaggio delle truppe napoleoniche e l'insorgenza dei locali al governo centralizzato dell'Impero austriaco.
Ebbe un figlio, Kajetan von Bissingen-Nippenburg, il quale fu anch'egli governatore a Venezia ed in Tirolo.
Morì nella città natale di Wilten il 22 aprile 1831.